# Verdrag van Sint-Petersburg (1881)
Het Verdrag van Sint-Petersburg van 1881 (ook wel het Ili-verdrag) was een overeenkomst tussen Rusland en China. Het belangrijkste punt in het verdrag waren afspraken over de politieke en bestuurlijke toekomst van de Ili-vallei. Het was een correctie op het Verdrag van Livadia van 1879.

## Achtergrond

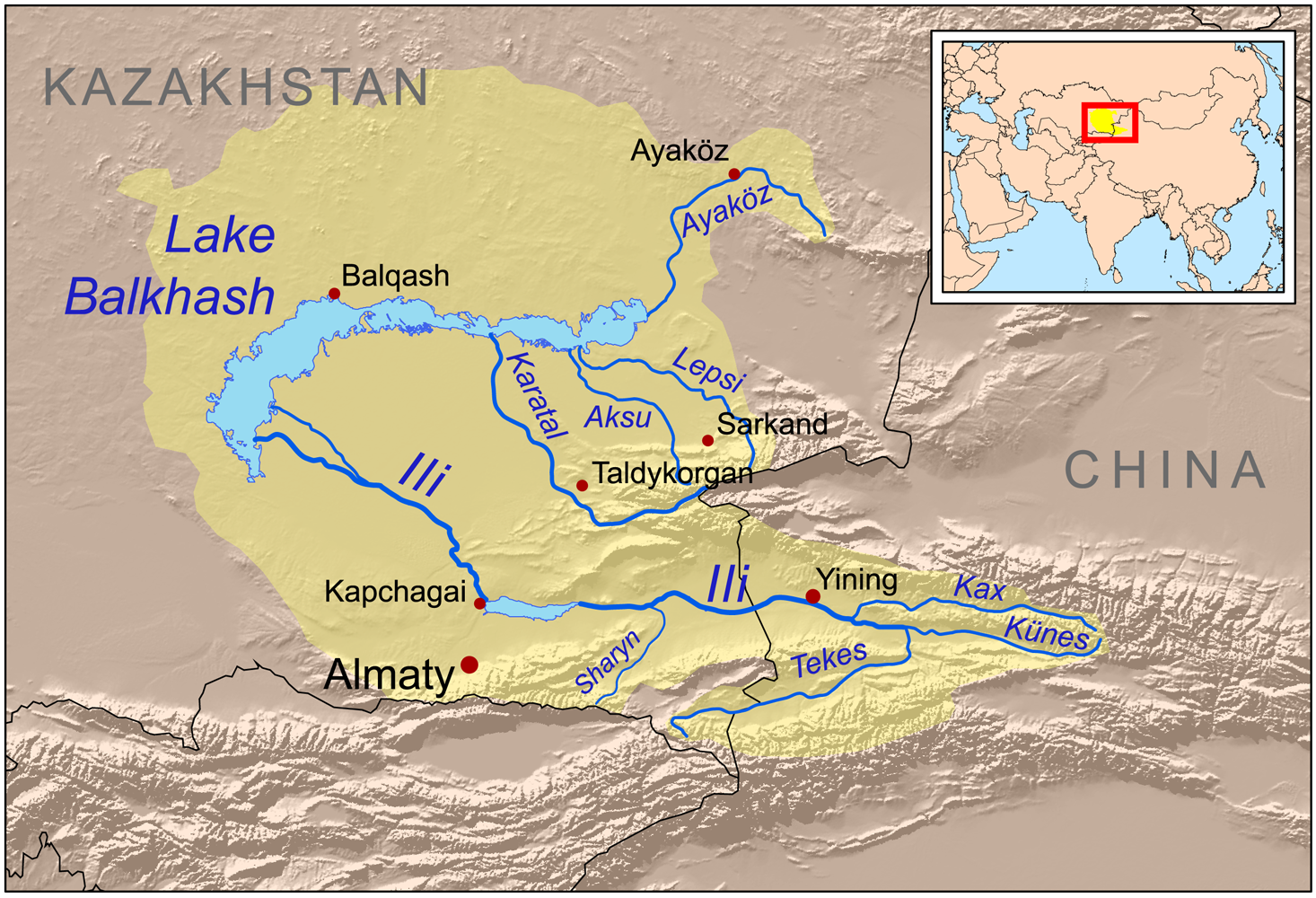
Het stroomgebied van de Ili dat eindigt in het Balkasjmeer

Yakub Beg (1820-1877), een avonturier van Tadzjiekse afkomst en afkomstig uit het toen nog onafhankelijke kanaat van Kokand, had in 1865 een opstand van Hui, Chinese moslims, in het Tarimbekken tegen de Qing-dynastie weten te kapen. Hij creëerde een onafhankelijk emiraat in het gebied dat tussen 1866 en 1877 heeft bestaan.
Onder het voorwendsel Russische burgers en belangen te moeten beschermen ging Rusland in 1871 over tot een invasie van de Ili-vallei en bezette het gebied. Daarbij doet het de belofte dat het de troepen zou terugtrekken en de bezetting zou opheffen als er weer een stabiele situatie in het gebied zou zijn.
De Russische verwachting was kennelijk dat dit enige tijd zou kunnen duren, want het herstelde irrigatiesystemen, stichtte tweetalige scholen, een ziekenhuis en een aantal  Russisch-orthodoxe kerken.
Vanaf 1876 begon echter de herovering van het gebied van het Tarim-bekken door een Chinees leger onder leiding van Zuo Zongtang. Volstrekt tegen de verwachting van vele waarnemers verliep die campagne voorspoedig en snel voor de Chinezen. In mei 1877 overleed Yakub Beg, vermoedelijk aan een hartaanval. Een aantal personen, waaronder zijn zoons, trachtten de strijd voort te zetten. In januari 1878 was de totale herovering van het gebied echter een feit. Er was op dat moment ook een overmacht van Chinese strijdkrachten aan de grens met de Ili-vallei ten opzichte van de Russische.

## Het verdrag van Livadia
Er vonden na het bedwingen van de opstand onderhandelingen plaats tussen Rusland en China over de toekomst van de bezette Ili-vallei. Die resulteerden in het verdrag van Livadia. Het resultaat van die onderhandelingen was desastreus voor China. Het hele gebied van de Ili-vallei zou Russisch grondgebied blijven. Er was in Peking massale oppositie tegen de tekst en voorwaarden van het verdrag. Beide partijen troffen voorbereidingen voor een oorlog. Die werd voorkomen door nieuwe onderhandelingen die leidden tot het verdrag van Sint-Petersburg.

## Het verdrag van Sint-Petersburg

In het rood het huidige gebied van de Chinese Autonome Kazachse Prefectuur Ili; het zuidwestelijke deel omvat de Ili-vallei.

De belangrijkste punten in het verdrag waren:
1. China herkreeg het gebied van de Ili-vallei ten oosten van de rivier de Khorgos. Globaal is dit het huidige gebied van de Autonome Kazachse Prefectuur Ili (zonder de prefecturen Tacheng en Altay) met Yining als hoofdstad.
2. Het westelijk deel van het gebied bleef Russisch bezit. Dit gebied maakt nu deel uit van de huidige republiek Kazachstan en wordt ook wel aangeduid met de naam Zevenstromenland.
3. Tijdens de Russische bezetting hadden grote aantallen Hui en Turkstalige moslims werkzaamheden voor de Russen verricht. Onderdeel van het verdrag was een afspraak dat die daar niet voor zouden vervolgd door de Chinese overheid. Desondanks vreesden ongeveer 50.000 Hui en Oeigoeren represailles van het Chinese regime. Die zouden zich volgens het verdrag in dat Russische deel mogen vestigen.
4. De in het verdrag van Livadia eerder afgesproken privileges voor Russische handelaren werden beperkt. Rusland zou slecht twee nieuwe consulaten mogen openen ten opzichte van de zeven die in het verdrag van Livadia waren afgesproken.
5. China zou Rusland een betaling van negen miljoen roebel doen in plaats van de in het vorige verdrag afgesproken vijf miljoen.

Toenmalige waarnemers beschouwden de voorwaarden van het verdrag van Sint-Petersburg als een Chinese diplomatieke overwinning ten opzichte van het verdrag van Livadia. Rusland deed afstand van al haast tien jaar bezet gebied. Ook dit verdrag van Sint-Petersburg wordt in de Chinese historiografie echter als een van de ´´ongelijke verdragen´´ gezien. Bij het verdrag verloor China toch nog een gebied van 70.000 km2 ten opzichte van de situatie voor 1871. De Chinese geschiedschrijving gaat ook uit van de veronderstelling dat een grote meerderheid van de 50.000 personen die zich in het Russisch deel vestigden geen vluchtelingen waren, maar door de Russen gedeporteerd werden.